# 소방설비기사
소방설비기사(Engineer Fire Protetion Sysm)는 소방시설공사 또는 정비업체 등에서 소방시설공사의 설계도면을 성거나 공사에 필요한 설비견적을 산출하고 소방시설공사를 시공, 감, 관리하는 업무를 행한다. 또한 소방시설을 점검, 정비하고 화기의 사용 및 취급 등 소방안전관리에 대한 감독을 담당하며 소방계획에 의한 소화, 통보 및 피난 등의 훈련을 실시하는방안전관리자로서의 직무도 수행한다. 전기분야의 소방설비기사는 전기계으로 작동하는 건시스템인 자동화재탐지설비, 비상경보 설비, 비상콘센트 설비, 비상명 설비, 전기화재경보기 등을 담당한다. 정부투자기관, 각종 건설회사, 소방업체 및 학계, 연구소 등으로 진출할 수 있다. 기사자격 취득 후 동일직무분야에서 4년 이상 실무에 종사한 경우 기술사 시험 응시할 수 있다.